# Papirosnitja ot Mosselproma
Papirosnitja ot Mosselproma (russisk: Папиросница от Моссельпрома, da.: 
Cigaretæsken fra Mosselprom) er en sovjetisk film fra 1924 instrueret af Jurij Sjeljabusjskij.

## Medvirkende
- Igor Ilinskij som Nikodim Mityusjin
- Julija Solntseva som Zina Vesenina
- Anna Dmokhovskaja som Marija Ivanovna
- Nikolaj Tseretelli som Latugin
- Leonid Baratov som Barsov-Aragonskij
- Mikhail Sjarov som ekspedient